# Гранд Појнт (Луизијана)
Гранд Појнт (енгл. Grand Point) насељено је место без административног статуса у америчкој савезној држави Луизијана.

## Демографија
По попису из 2010. године број становника је 2.473.
| Група             | 2000.    | 2010.         |
| Белци             | 0 (0,0%) | 1.813 (73,3%) |
| Афроамериканци    | 0 (0,0%) | 640 (25,9%)   |
| Азијати           | 0 (0,0%) | 0 (0,0%)      |
| Хиспаноамериканци | 0 (0,0%) | 8 (0,3%)      |
| Укупно            | 0        | 2.473         |